# Cranaë rufipes
Cranaë rufipes är en insektsart som beskrevs av Willy Adolf Theodor Ramme 1941. Cranaë rufipes ingår i släktet Cranaë och familjen gräshoppor. Inga underarter finns listade i Catalogue of Life.